# Strahlungswichtungsfaktor
Der Strahlungswichtungsfaktor oder Strahlenwichtungsfaktor, in Deutschland, der Schweiz und Liechtenstein amtlich Strahlungs-Wichtungsfaktor, in Österreich amtlich Strahlungswichtungsfaktor, {\displaystyle w_{\mathrm {R} }}, ist ein Begriff aus dem Strahlenschutz. Er wird zur vereinfachten Berechnung der Organdosis und damit der effektiven Dosis herangezogen. Der Strahlenwichtungsfaktor hängt von der Strahlungsart und der kinetischen Energie der Teilchen ab. Er löste 1990 den Begriff „Qualitätsfaktor“ ab.

## Unterschied zur Relativen Biologischen Wirksamkeit
Die relative biologische Wirksamkeit (RBW) beruht auf experimentell ermittelten Werten. Auf Grundlage dieser wissenschaftlich ermittelten relativen biologischen Wirksamkeit wurden Strahlungswichtungsfaktoren zur (vereinfachten) Anwendung in Gesetzen und Verordnungen festgelegt. Die Festlegung von Strahlungswichtungsfaktoren ist somit politischen Prozessen unterworfen. Die Werte für den Strahlungswichtungsfaktor werden per Rechtsnorm so festgesetzt, dass sie die relative biologische Wirksamkeit für praktische Zwecke genügend genau wiedergeben.

## Typische Strahlungswichtungsfaktoren
| Art der Strahlung                                           | Energie- bereich | Strahlungs- wichtungs- faktor {\displaystyle w_{\mathrm {R} }} |
| ----------------------------------------------------------- | ---------------- | -------------------------------------------------------------- |
| Photonen (typ. Röntgen-, Gammastrahlung)                    | alle Energien    | 01                                                             |
| Elektronen und Myonen                                       | alle Energien    | 01                                                             |
| Neutronen                                                   | 00IN< 10 keV     | 05                                                             |
| Neutronen                                                   | 10 ... 100 keV   | 10                                                             |
| Neutronen                                                   | 0,1 ... 2 MeV    | 20                                                             |
| Neutronen                                                   | 2 ... 20 MeV     | 10                                                             |
| Neutronen                                                   | > 20 MeV         | 05                                                             |
| Protonen, außer Rückstoßprotonen                            | > 2 MeV          | 05                                                             |
| Alphateilchen, Spaltfragmente, schwere Kerne, Rückstoßkerne | alle Energien    | 20                                                             |

Für die Berechnung von Organdosen und der effektiven Dosis für Neutronenstrahlung nach ICRP 60 kann neben den tabellierten Werten auch die stetige Funktion
{\displaystyle w_{\mathrm {R,60} }(E_{N}\!)=5+17\cdot e^{-{\tfrac {1}{6}}\ln ^{2}(2\,E_{N}\!)}}
verwenden werden, wobei EN der Zahlenwert der Neutronenenergie in MeV ist. Für die nicht in der Tabelle enthaltenen Strahlungsarten und Energien kann wR dem mittleren Qualitätsfaktor Q in einer Tiefe von 10 mm in einer ICRU-Kugel gleichgesetzt werden.
Mit der ICRP 103 hat die Internationale Strahlenschutzkommission 2007 neue Strahlungswichtungsfaktoren empfohlen.
| Art der Strahlung                          | Energiebereich                             | Strahlungs- wichtungs- faktor {\displaystyle w_{\mathrm {R} }} |
| ------------------------------------------ | ------------------------------------------ | -------------------------------------------------------------- |
| Photonen (Röntgen-, Gammastrahlung)        | Photonen (Röntgen-, Gammastrahlung)        | 01                                                             |
| Elektronen und Myonen                      | Elektronen und Myonen                      | 01                                                             |
| Neutronen                                  | allgemein                                  | {\displaystyle w_{\mathrm {R,103} }(E_{N}\!)}                  |
| Neutronen                                  | < 30 keV und > 90 MeV                      | 2,5 ... 5                                                      |
| Neutronen                                  | 30 keV ... 90 MeV                          | 5 ... 20,7                                                     |
| Neutronen                                  | 1 MeV                                      | 20,7                                                           |
| Protonen und Pionen                        | Protonen und Pionen                        | 02                                                             |
| Alphateilchen, Spaltfragmente, Schwerionen | Alphateilchen, Spaltfragmente, Schwerionen | 20                                                             |

Die Formel besteht aus je nach Energiebereich zusammengesetzten Funktionen:
{\displaystyle w_{\mathrm {R,103} }(E_{N}\!)={\begin{cases}2{,}5+18{,}2\cdot e^{-{\frac {1}{6}}\ln ^{2}(E_{N}\!)},&E_{N}<1{\text{ MeV,}}\\5{,}0+17{,}0\cdot e^{-{\frac {1}{6}}\ln ^{2}(2\,E_{N}\!)},&1{\text{ MeV}}\leq E_{N}\leq 50{\text{ MeV,}}\\2{,}5+3{,}25\cdot e^{-{\frac {1}{6}}\ln ^{2}(0{,}04\,E_{N}\!)},&E_{N}>50{\text{ MeV.}}\end{cases}}}